# Bantengan (Bandung)
Bantengan is een bestuurslaag in het regentschap Tulungagung van de provincie Oost-Java, Indonesië. Bantengan telt 2637 inwoners (volkstelling 2010).